# Laena maowenica
Laena maowenica – gatunek chrząszcza z rodziny czarnuchowatych i podrodziny omiękowatych.
Gatunek ten został opisany w 2008 roku przez Wolfganga Schawallera. Miejsce typowe leży 20 km na północny zachód od Maowen.
Chrząszcz o ciele długości od 7 do 7,5 mm. Przedplecze o brzegach bocznych i tylnym nieobrzeżonych, kątach tylnych zaokrąglonych; jego powierzchnia z trzema wgłębieniami i pokryta gęstymi, częściowo zlanymi, opatrzonymi leżącymi szczecinkami punktami oddalonymi od siebie o 0,5–1 średnice. Na pokrywach brak rowków, tylko ułożone w rzędy punkty, wyraźnie większe do tych na przedpleczu, opatrzone krótkimi, leżącymi szczecinkami. Na międzyrzędach punkty nieliczne, drobne, opatrzone małymi szczecinkami. Siódmy międzyrząd kilowato wyniesiony i w części barkowej gałkowato nabrzmiały. Odnóża obu płci o bezzębych udach.
Owad endemiczny dla Chin, znany tylko z Syczuanu.